# The Vaselines
The Vaselines is een indie-/alternatieverockband uit Edinburgh. De band speelt sinds 1986 en is sinds 2008, na een tijdelijke stop, weer bij elkaar. The Vaselines waren een grote inspiratiebron voor de Amerikaanse band Nirvana.

## Bezetting
- Eugene Kelly – zang, gitaar
- Frances McKee – zang, gitaar
- Michael McGaughrin – drums (vanaf 2009)
- Scott Paterson - gitaar (vanaf 2014)
- Graeme Smillie - basgitaar (vanaf 2014)

### Ex-leden
- James Seenan – basgitaar (1987-1990)
- Charlie Kelly – drums (1987-1990)
- Stevie Jackson – gitaar (2008-2014)
- Bobby Kildea – basgitaar (2008-2014)
- Paul Foley - gitaar (2010-2011)
- Gareth Russell - basgitaar (2010-2011)